# Strawberry Girls
Strawberry Girls — американський рок-гурт із міста Салінас, Каліфорнія, створений 2011 року. До складу гурту входять гітарист Зак Гаррен, барабанщик Бен Розетт та басист Йен Дженнінгс. Усі троє учасників є мультиінструменталістами та продюсерами.

## Історія

### 2010–13: заснування,Italian Ghostsі дебютний альбом
Strawberry Girls утворилися незабаром після того, як гітарист Закарі Гаррен покинув постгардкор гурт Dance Gavin Dance у лютому 2010 року. Потім Гаррен познайомився з барабанщиком Беном Розеттом (раніше з The Trees) і згодом почав записувати музику як Strawberry Girls. Незабаром після першого виступу як дует, басист Ян Дженнінгс (також із The Trees) доповнили склад. Гаррен розповів про значення назви Strawberry Girls в інтерв'ю для лейблу Tragic Hero Records. Назва гурту походить від куплету пісні «Christine» англійського постпанк-гурту Siouxsie and the Banshees. 28 жовтня 2011 року гурт самостійно випустив дебютний мініальбом Italian Ghosts. 25 червня 2012 року гурт випустив кавер-версію синглу Карлі Рей Джепсен «Call Me Maybe», який The Air Space назвали «похмурим і сексуальним». Гурт також випустив кавер на сингл Кендріка Ламара «Swimming Pools (Drank)» 2 грудня 2012 року. Гурт записав дебютний студійний альбом, French Ghetto, у студії Spirit Visio у Кармелі, Каліфорнія, і пізніше, 20 квітня 2013 року випустив його на Bandcamp. Пізніше альбом перевидали через лейбл Tragic Hero Records 20 вересня 2013 року. У записі French Ghetto взяли участь Курт Тревіс з A Lot Like Birds (раніше Dance Gavin Dance), Шейн Сміт з Overtone, Нік Ньюшем з Gatsby's American Dream, Гевін Малкі та Кетлін Делано. Гаррен розповів про запрошених вокалістів і музикантів у French Ghetto, зазначивши:
«Ми вирішили запросити різних вокалістів з кількох різних причин. Спочатку ми написали кілька пісень для альбому, які були коротшими, трохи прохолоднішими, ніж наш звичайний матеріал, і мали більш попсову структуру. Оскільки ми не планували грати ці дві пісні наживо, ми подумали, що було б круто запросити Курта Тревіса, з яким я раніше грав у Dance Gavin Dance, до співпраці над повноцінною піснею, як у старі добрі часи».

### 2013–15:American Graffiti
У червні 2013 року гурт підписав контракт зі звукозаписним лейблом Tragic Hero Records. З 14 серпня по 17 вересня 2013 року гурт гастролював як супроводжувальний гурт у турі Into Orbit Tour із хедлайнерами Stolas. Гаррен увійшов до студії з Куртом Тревісом і записав гітару для дебютного повноформатного студійного альбому Курта Everything Is Beautiful, який вийшов 14 травня 2014 року. На підтримку альбому Гаррен гастролював з Тревісом з 14 травня по 7 червня 2014 року з супроводжувальними гуртами Hotel Books і So Much Light у Північній Америці.
Гурт випустив другий студійний альбом American Graffiti 27 листопада 2015 року на лейблі Tragic Hero Records.
П'ятий трек із American Graffiti, «Simon Vandetta», названий на честь найбільшого донора їхньої кампанії на IndieGogo, який пожертвував кошти на гастрольний фургон і створив обкладинку для релізу Stolas «Catalyst».
Strawberry Girls виступили на розігріві під час 10-річного ювілейного туру Dance Gavin Dance з A Lot Like Birds, Slaves і Dayshell з 14 листопада по 18 грудня 2015 року.

### 2016— дотепер: ремейкItalian GhostіTasmanian Glow
З 11 березня по 15 квітня 2016 року гурт гастролював на розігріві у турі Super Chon Bros Tour з CHON і Polyphia. 18 квітня 2016 року гурт випустив студійний мініальбом Strawberry Girls на Audiotree Live.
У червні 2016 року гурт оголосив, що випустить переосмислений альбом свого дебютного мініальбому Italian Ghosts. Вони повністю перезаписали мініальбом і додали новий матеріал і запрошених вокалістів, включаючи колишніх співавторів Ніка Ньюшема (Gatsbys American Dream) і Джої Ланкастер (Belle Noire), перетворивши його на повноформатник, який вийшов у лютому 2017 року, знову ж таки самостійно записаний на Spirit Vision Studios.
31 травня 2017 року Курт Тревіс випустив сингл «No Apologies» за участю Strawberry Girls, який записав і спродюсував Бен Розетт на Spirit Vision Studios.
11 червня 2017 року х'юстонський репер Cee-Won X виступав із Strawberry Girls під час їхнього гастрольного туру в Х'юстоні. Це був перший і єдиний випадок, коли гурт виступив або співпрацював з реп/хіп-хоп виконавцем у будь-якому форматі.
У жовтні 2019 року гурт випустив четвертий студійний альбом Tasmanian Glow.
7 лютого 2023 року Strawberry Girls оголосили про тур Prussian Gloom Tour. На розігріві виступали гурти Body Thief, Standards і Tang.

## Музичний стиль
Музичний стиль Strawberry Girls описують як прогресивний рок, експериментальний рок і постгардкор.

## Досягнення
Другий студійний альбом гурту American Graffiti (2015) посів 13 місце у списку 50 найкращих математичних альбомів 2015 року за версією Fecking Bahamas.
Гурт брав участь у двох епізодах програми «Останній дзвінок з Карсоном Дейлі» у 2016 і 2017 роках.

## Склад гурту
Поточний склад
- Закарі Гаррен — гітара, бас-гітара, клавішні, програмування, дзвіночки (з 2011)
- Бен Розетт — ударні, перкусія, бас, гітара, клавіші, запис, мікшування, виробництво (з 2011)
- Ян Дженнінгс — бас-гітара, клавішні (з 2011)

Сесійні музиканти
- Роберт Розетт — саксофон, флейта, кларнет[32] (з 2011)

## Дискографія
Студійні альбоми
- French Ghetto (Tragic Hero, 2013)
- American Graffiti (Tragic Hero, 2015)
- Іtalian Ghosts (Tragic Hero, 2017)
- Tasmanian Glow (Tragic Hero, 2019)
- Prussian Gloom (2022)

Мініальбоми
- Demos 2011 (2011)[33]
- Italian Ghosts (2011)
- Acoustic Ghosts (2012)
- Strawberry Girls on Audiotree Live — EP (2016)